# Heliconius favorinus
Heliconius favorinus är en fjärilsart som beskrevs av Carl Heinrich Hopffer 1874. Heliconius favorinus ingår i släktet Heliconius och familjen praktfjärilar. Inga underarter finns listade i Catalogue of Life.